# Shrewsbury (Engeland)
Shrewsbury is de hoofdstad en civil parish van het Engelse graafschap Shropshire. De stad, die strategisch gelegen is in een lus van de rivier de Severn, vlak bij de grens met Wales, werd gesticht in de vroege middeleeuwen, telt 70.689 inwoners (2008) en heeft de status van town.
Er zijn veel monumenten in Shrewsbury, onder meer het kasteel en de abdij van de Benedictijnen, die beide in de elfde eeuw gesticht werden. In de veertiende en vijftiende eeuw beleefde de stad zijn grootste bloei dankzij de sterke ontwikkeling van de handel in wol. In 1403 vond de Slag bij Shrewsbury plaats op een steenworp afstand van de stad, tussen de Engelse koning Hendrik IV en Henry Percy, bijgenaamd 'Harry Hotspur'.
Shrewsbury had sinds 1977 een stedenband met Zutphen. Sir Philip Sidney, Engels staatsman en dichter groeide op in de Engelse plaats en raakte dodelijk gewond in 1586 tijdens de Slag bij Warnsveld, een militaire confrontatie tussen de Engelsen en Spanjaarden in de buurt van Zutphen. In 2018 echter werd de officiële band echter door Zutphen verbroken.
De boekenserie van de Britse schrijfster Ellis Peters over de 12e-eeuwse detective-monnik Cadfael speelt zich af in Shrewsbury en omstreken. Delen van de verfilming tussen 1994 en 1998 werden op locatie opgenomen. Mede dankzij broeder Cadfael verwelkomt de abdij jaarlijks duizenden bezoekers.

## Sport
Shrewsbury Town FC is de betaaldvoetbalclub van de stad en speelt haar wedstrijden in het stadion New Meadow.

## Trivia
Op het kerkhof van de St Chad's Church in Shrewsbury ligt nog steeds de grafsteen van Ebenezer Scrooge, de fictieve hoofdfiguur in de film A Christmas Carol met George C. Scott als vertolker van de rol. De scène op het graf werd, net als andere scenes in de film, in Shrewsbury gefilmd. De steen werd niet meer verwijderd.

## Geboren
- Charles Burney (1726-1814), muziekhistoricus, componist en leerkracht
- Charles Darwin (1809-1882), natuuronderzoeker, bioloog en geoloog
- Chris Ellis (1928-2019), jazz-zanger en muziekproducent
- Sandy Lyle (1958), golfspeler
- Charlie Adlard (1966), striptekenaar
- Dalian Atkinson (1968-2016), voetballer
- Billy Jones (1987), voetballer
- Steven Fletcher (1987), Schots voetballer
- Danny Guthrie (1987), voetballer
- Joe Hart (1987), voetballer

## (ex-)Inwoners in Shrewsbury
- Robert Clive (1725-1774) Gouverneur-generaal
- Wilfred Owen (1893-1918), dichter
- Michael Heseltine (1933), ondernemer, lid van de Conservatieve Partij
- Ian Hunter (1939), zanger
- John Peel (1939-2004), radio-diskjockey BBC
- Michael Palin (1943), acteur en komiek
- Steve Winwood (1948), popzanger

## Overleden in Shrewsbury
- Pete Postlethwaite, acteur